# ファームマイレージ
ファームマイレージまたはファームマイレージ2とは、身近な農地で作られた農産物（地場農産物）を購入すればどれだけ農地保全につながっているかを消費者に伝え、消費者に農地の守り手になってもらう地産地消の形態。
「ファーム」には育てる場、「2」には距離×距離＝面積（2乗）という意味があるとされる。

## 歴史
衰退する都市近郊農業への危機感から、2009年（平成21年）5月に東大阪市で導入された。市街化区域にある近郊農業においては、地方部と違い農地を集約し経営を効率化することには限界がある。また農産物の生産ロットが少なすぎて市場で扱ってもらうことも難しかった。そこで考案されたのが地産地消の一形態であるファームマイレージ運動であった。農薬や化学肥料の使用を抑えた大阪府認証の地元産「エコ農産物」に貼られたシールを一定数集めれば、商品の割引が受けられると共に、「農地の守り手になった」という感謝状が贈られる。「ファームマイレージ」の名称については東大阪市農業振興啓発協議会の登録商標である。

## 国内での導入事例

### 東大阪市
グリーン大阪農業協同組合（JAグリーン大阪）の直売所では、「枝豆1袋（300g）3000cm2」のような札が売り場に立てられており、消費者が当該農産物の生産に必要な農地の広さが分かるようになっている。これらの「エコ農産物」1袋には「エコシール」が1枚添付されており、48枚を専用台紙に貼り店に届ければ、300円分の商品券と「エコ生産者を応援し、東大阪市の農地5m2の守り手になった」という感謝状が贈られる。この感謝状を10枚集めれば、東大阪市役所より表彰状と記念品が贈られる。感謝状を贈られた人数は2013年3月現在5000名以上、表彰を受けた人は68名（2012年9月現在）とのことである。

### 佐賀市
佐賀市特産物振興協議会の協力店において、佐賀市内で生産された農作物に貼られた「うまさがマーク」シールを定められた点数集めて応募すれば、抽選で特産品が贈られる。佐賀市産の農産物を購入することで、市内の農地を守るとする取り組み。2009年（平成21年）から実施している。

### 交野市
交野市農産物直売所において、大阪府産の農産物に貼られた「大阪産もん」のシールまたは「エコ農産物」のシールを定められた点数を集めれば、200円相当の商品と交換できるしくみ。地元で採れた農産物を購入することで、地元の農地を守ることを目的としている。